# Silurus soldatovi

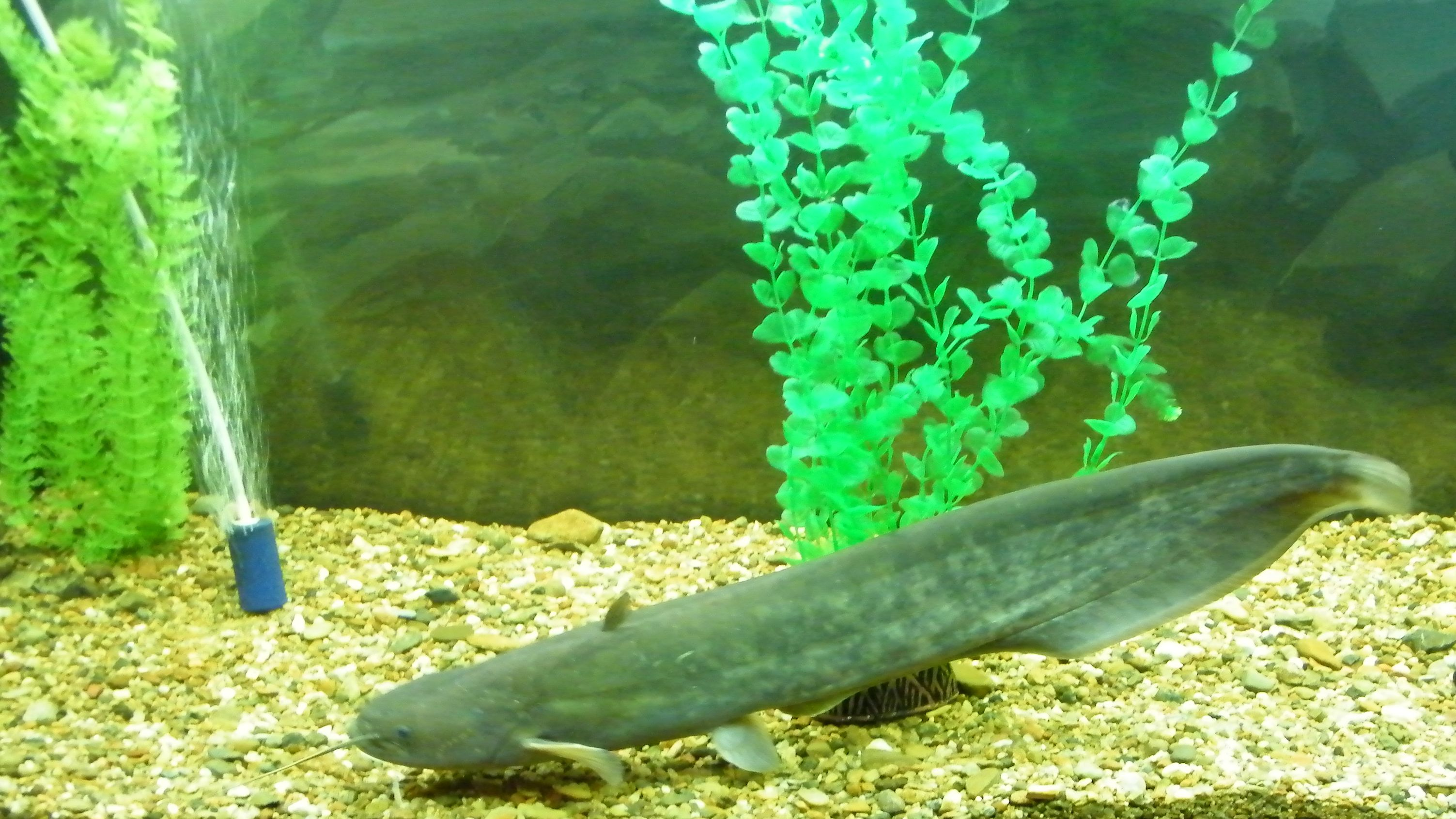
Silurus soldatovi

Silurus soldatovi, Soldatov's catfish hay tên gọi khác là northern sheatfish (tiếng Nga: сом Солдатова) là tên của một loài cá da trơn lớn có môi trường sống là các nước vùng Viễn Đông.

## Môi trường sống
Loài cá da trơn này hiện tại được biết là đang sống ở sông Amur và sông Ussuri. Nhiệt độ nước thích hợp của nó trong môi trường sống của nó là từ 5 đến 25 °C (từ 41 đến 77 °F). Các hành vi, tập tính sống của loài này ít ai biết đến.

## Mô tả
Loài cá này có vẻ ngoài gần giống với Silurus glanis (tên thường gọi là cá nheo châu Âu). Cái đầu của nó to và phẳng. Mỏ của nó thì tù và tròn. Hàm trên thì ngắn hơn hàm dưới. Sâu của nó thì nằm ở hàm trên và phía dưới cằm. Bên cạnh đó, vây của nó mọc theo công thức sau: vây lưng có sáu tia vây mềm, vây hậu môn có từ 83 đến 90 tia vây. Tuổi thọ của loài cá da trơn này có thể lên đến 20 năm và độ dài tối đa là 4 mét. Trọng lượng lớn nhất được ghi nhận ở loài này 40 kg.

## Nguy hiểm
Hiện tại loài cá da trơn này bị đe dọa bởi việc đánh bắt cá quá mức, môi trường sống bị thu hẹp và ô nhiễm môi trường. Dựa vào mật độ các cá thể trong môi trường sống hiện tại của nó, loài này được cho là bị đe dọa.

## Tiềm năng kinh tế
Thịt của Silurus Soldatovi ngon, có hàm lượng protein cao và nó lớn nhanh trong môi trường nuôi nhốt nên nó là một loài cá thực phẩm phổ biến.